# Wieniec promienisty

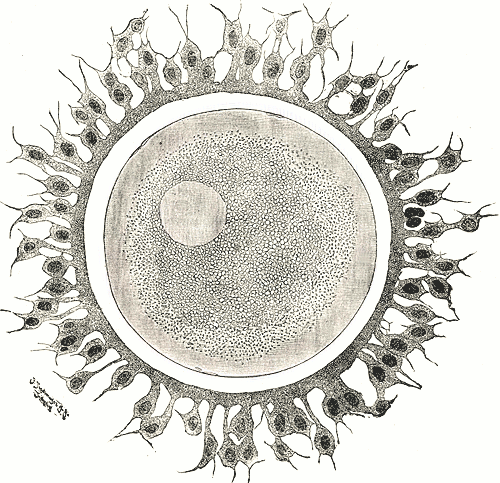
Wieniec promienisty wokół oocytu

Wieniec promienisty (łac. corona radiata) – komórki folikularne otaczające oocyt w stadium pęcherzyka Graafa. Powstają w czasie tworzenia się jamy pęcherzyka jako subpopulacja komórek warstwy ziarnistej.